# رقيب الشمس العرباوي
رقيب الشمس العرباوي (باللاتينية: Heliotropium arbainense) نوع نباتي يتبع جنس رقيب الشمس من الفصيلة الحِمحِمية.
موطنه في وادي عربة جنوب المشرق العربي.

## الوصف النباتي
نبات حولي قائم. أوراقه عادة ذات عروق غائرة في الوجه العلوي وبارزة في الوجه السفلي، والنورة انتهائية عنقودية ملتفة على شكل ذنب العقرب، والأزهار غالباً لاطئة، تتفتح في الربيع. والثمرة بنيدقة (بالإنجليزية: Nutlet). النبات سام.